# Thrinoxethus nitens
Thrinoxethus nitens är en mångfotingart som beskrevs av Chamberlin 1941. Thrinoxethus nitens ingår i släktet Thrinoxethus och familjen Aphelidesmidae. Inga underarter finns listade i Catalogue of Life.